# استورم (کمیک)
استورم (به انگلیسی: Storm) با نام اصلی اورورو مونرو، یک شخصیت تخیلی ابرقهرمان در کتاب‌های کامیک منتشر شده توسط مارول کامیکس، که اغلب با مجموعه مردان ایکس در ارتباط است. شخصیت استورم توسط نویسنده لن وین و طراح دیو کاکرام خلق شده‌است؛ که برای اولین بار در شمارهٔ ۱ از مجموعه کمیک جاینت-سایز اکس-من، در مه ۱۹۷۵ حضور پیدا کرد. او از اعضای قدیمی تیم مردان اکس به‌شمار می‌رود و در گذشته یکی از نوادگان قبیله‌ای آفریقایی بود، که همه آن‌ها دارای موهایی به رنگ سفید، چشمانی آبی و توانایی به کار بردن سحر و جادو را داشتند. استورم همچنین ملکه همسر قوم واکاندا بود، عنوانی که پس از ازدواج با شاه تی چالا یا پلنگ سیاه با آن شناخته می‌شد. استورم عضو یکی از زیرشاخه‌های بشریت با نام جهش‌یافته‌ها به‌شمار می‌رود که با توانایی‌های ابرانسانی به دنیا آمده‌است. او توانایی کنترل آب‌وهوا و فشار جو در مساحتی محدود، پرواز کردن و ایمنی محدودی در برابر سرما و گرمای شدید دارد.
استورم به عنوان یکی از شخصیت‌های برجسته مجموعه مردان ایکس شناخته می‌شود که در بسیاری از رسانه‌های مرتبط با این سری حضور دارد. استورم در چهار قسمت از مجموعه فیلم‌های مردان ایکس حضور پیدا کرده‌است، که هلی بری نقش استورم را در چهار فیلم مجموعه مردان ایکس ایفا کرده‌است و الکساندرا شیپ نیز در فیلم‌های مردان ایکس: آپوکالیپس (۲۰۱۶) و مردان ایکس: دارک فینکس (۲۰۱۸) نقش وی را بازی کرده‌است.

## بیوگرافی شخصیت داستانی
استورم یکی از نوادگان قبیلهٔ سلطنتی باستانی بود، که همه آن‌ها دارای موهایی به رنگ سفید، چشمانی آبی و توانایی به کار بردن سحر و جادو را داشتند. مادرش «اِن-در»، پرنسس قبیله‌ای در کنیا بود که در مقابل آداب و رسوم طایفه‌اش سنت شکنی نمود و احساس کرد که باید نقشی که به او داده شده را انجام دهد. او سپس با یک عکاس خبری آمریکایی به نام دیوید مونرو ازدواج کرد و آن‌ها در هارلم، منهتن زندگی می‌کردند. زمانی که اورورو شش‌ماهه بود، او و والدینش به کای‌رُ، مصر نقل مکان کردند. پنج سال بعد، در زمان بحران سوئز آن‌ها گرفتار ستیز عرب‌ها و اسرائیل شدند و خانهٔ آن‌ها توسط بمبی از بین رفت و پدر و مادرش کشته شدند، اما او زنده ماند و در زیر آوار در کنار جسد مادرش دفن شده بود. این حادثه سبب تنگناهراسی شدید اورورو شد که تا به امروز به این اختلال دچار است. اوروروی بی‌خانمان و یتیم، تحت سرپرستی یک استاد دزد با نام احمد ال-گیبار در آمد. او تبدیل به دانش آموز برتر این استاد در سرقت و دزدی و بازکردن قفل شد.
سال‌ها بعد، او که تمایل شدیدی برای رفتن به سمت جنوب داشت، به تنهایی عازم صفری در سراسر قاره آفریقا شد و در نهایت به سرزمین اجدادی خود، دشت سرنگتی رسید که در شمال تانزانیا قرار گرفته و تا جنوب غرب کنیا کشیده شده‌است. در این زمان توانایی جهش‌یافته کنترل آب‌وهوا در او پدیدار شد و از این قدرت برای کمک به قبایل محلی که او را همچون ایزدبانویی پرستش می‌کردند استفاده کرد. اورورو برای چندین سال در کنار این قبایل باقی ماند تا اینکه پروفسور چارلز اگزاویه او را دعوت به استخدام در تیمی جدید با نام «مردان ایکس» نمود. در تیم مردان ایکس برای او، و تحت تأثیر قدرتش بر هوا، اسم رمز استورم را برگزیدند. استورم به غیر از مدت کوتاهی که به دور از تیم بود، همیشه یکی از اعضای مردان ایکس باقی ماند و رهبری گروه را در کنار سایکلاپس بر عهده داشت.

## در جهان های دیگر

### دنیای التیمیت
استورم یک مهاجر غیرقانونی از مراکش بود که در هارلم نیویورک ساکن شد. پروفسور خاویر با استفاده از دستگاه سربرو خود، اورورو را در آتن، تگزاس پیدا کرد، جایی که او برای امرار معاش اتومبیل می دزدید. هنگامی که او یک موستانگ ۱۹۷۸ را برای سواری شادی سوار کرد، سرانجام پلیس او را دستگیر کرد. اورورو با کنار کشیدن او، از قدرت خود برای ایجاد طوفان رعد و برق استفاده کرد تا بتواند فرار کند. متأسفانه، کنترل او بر قدرت هایش محدود بود و تقریباً گروهی از کودکان را که در یک زمین بازی نزدیک بازی می کردند، کشت. سپس افسران پلیس او را تحت کنترل خود درآوردند.
به دستور خاویر، ژان گری از توانایی‌های خود استفاده کرد تا مقامات آتن را متقاعد کند که اورورو در واقع یک مامور اف‌بی‌آی است و او برای رهایی آنها از شر جهش یافته فرستاده شده است. در ابتدا اورورو معتقد بود که ژان یکی دیگر از سرسپردگان مگنیتو است (ظاهراً قبلاً با او تماس گرفته شده بود تا به برادری او بپیوندد)، اما مارول گرل آنجا بود تا به او جایی در میان مردان ایکس خاویر پیشنهاد دهد - تیمی از جهش یافته ها برای توقف جمع شده بودند. جنگ غیرقابل انکاری که بین انسان ها و جهش یافته ها در جریان بود و در عین حال جایگاه جهش یافته ها را در جامعه بهبود می بخشید.

## توانایی‌ها و قدرت‌ها
استورم به عنوان یکی قوی‌ترین جهش‌یافته‌های موجود بر روی زمین به‌شمار می‌رود و تا به حال توانایی‌های فراوانی را از خود به نمایش گذاشته است که اکثر آن‌ها با کنترل و دگرگونی آب‌وهوا در ارتباط است. او دارای توانایی دورکاری ذهن به منظور کنترل تمام اشکال آب‌وهوا در محدوده وسیعی است. او قادر به کنترل اکوسیستم‌های زمینی و فرازمینی بوده‌است. اورورو دارای ایمنی در برابر درجه حرارت شدید است، این بدین معنی است که او قادر به مقاومت در برابر درجه‌ای نامشخص از سرما و گرمای شدید است.